# جوسيب جوتيريز
جوسيب جوتيريز (بالإنجليزية: Jusepe Gutierrez)‏ جوتيريز (المعروف أيضا باسم جوزيف ) (ولد 1572 ، تاريخ الوفاة غير معروف) كان المستكشف و دليل الأميركيين الأصليين . كان الناجي الوحيد المعروف من رحلة أومانا و Leyba لاستكشاف منطقة السهول الكبرى في 1594 أو 1595. في 1599 قاد فيسنتي سالديفار, وفي 1601 أصبح حاكم رحلات أوناتي خوان دي إلى السهول.
ولد في كولياكان، المكسيك، ع. تحدث الناهيوتل وكان أمياً. تحدث بالتأكيد بعض الإسبانية، ولكن ربما لم يكن يجيدها باتقان. في 1593 تم تجنيده لأأومانا للانضمام إليه في رحلة استكشافية لمنطقة (entrada ) التي أصبحت نيو مكسيكو.
مترجم Jusepe Gutierrez